# Youth (canción de Shawn Mendes)
«Youth» es una canción del cantante y compositor canadiense Shawn Mendes en colaboración con el cantante estadounidense Khalid. Fue escrita por Mendes, Khalid, Teddy Geiger, Geoff Warburton y Scott Harris, con la producción manejada por Mendes y Joel Little. La canción fue lanzada por Island Records el 3 de mayo de 2018, como segundo sencillo del tercer álbum de estudio de Mendes, Shawn Mendes (2018).

## Antecedentes y lanzamiento
La canción fue revelada por primera vez cuando Mendes reveló la lista de canciones del álbum. El 1 de mayo de 2018, Mendes anunció el lanzamiento del sencillo en Twitter con una imagen de la letra "you can't take my youth away". Khalid lo retwiteo y agregó una letra correspondiente con corazones: "Pain, but I won't let it turn into hate". Las letras también se publicaron en carteles en Nueva York, Los Ángeles, Chicago, Miami, Washington D. C., Toronto, Londres, Berlín, Estocolmo, Río y Melbourne.
La canción se estrenó en el programa de radio Zane Lowe de Beats 1, donde Mendes habló de la colaboración con Khalid. Él estaba en Londres en el momento en que una serie de ataques terroristas ocurrieron allí, que fue una inspiración importante de la canción. Le envió un mensaje a Khalid: "Cuando nos reunimos, tenemos que hacer una declaración, tenemos que movernos, tenemos que escribir sobre lo que está pasando en la vida y cómo se siente la juventud", diciendo que ellos "tienen la voz para hacerlo". Entraron al estudio después de los ataques. "Siempre estás aterrorizado de entrar en una sesión sabiendo que, 'Vale, esta va a ser una gran sesión. Tengo un día. ¿Va a ser una gran canción o no?'. Recuerdo que me desperté por la mañana y todo el tiempo de mi juventud tratando de que me quitaran lo cual era abrumador. No la juventud como en mi edad, la juventud como en mi amor, mi felicidad, mi alegría, mi pureza. Ni siquiera se trata de la edad; podrías tener 50 años y tu juventud está ahí, está en ti. Y todas estas cosas horribles que pasan en el mundo, todos los titulares, se sentía como si todos los días nos sacaran más y más de nosotros, y yo estaba como, 'Esto es sobre lo que tengo que escribir'".

## Composición
"Youth" es un dueto vocal de pop y R&B sobre retener la juventud después de la adversidad. Se abre con un ritmo lento, antes de que empiece a sonar una línea de bajo y se convierte en un coro a lo largo del canto, que presenta "un ritmo constante y riffs de guitarra acústica con matices latinos". La canción contiene referencias al clima social y político actual.

## Recepción crítica
Sam Prance de MTV News consideró la canción como "una de las canciones más edificantes y afirmativas de la vida del año hasta entonces", escribiendo que "Shawn y Khalid se complementan perfectamente". Patrick Hosken, también de MTV, opinó que la "voz cascabelina de Khalid encaja perfectamente con el escofinado patentado de Mendes", afirmando que "el mensaje de la canción es simple pero efectivo". Mike Nied de Idolator lo consideró "uno de los temas más ambiciosos de los 19 años".

## Créditos y personal
Créditos adaptados de Tidal.
- Shawn Mendes - composición, producción, voz
- Khalid - composición, voz
- Teddy Geiger - composición
- Geoff Warburton - composición
- Scott Harris - composición
- Joel Little - producción, ingeniería, teclado, guitarra acústica, percusión, programación
- Harry Burr - asistencia de mezcla
- Andrew Maury - mezclador

## Listas
| Listas (2018)                          | Mejor posición |
| -------------------------------------- | -------------- |
| Escocia (Scottish Singles Sales Chart) | 45             |

## Certificaciones
| País   | Organismo certificador | Certificación | Ventas certificadas | Ref.   |
| ------ | ---------------------- | ------------- | ------------------- | ------ |
| México | AMPROFON               | Oro           | 30,000              | [ 21 ] |